# 若菜章夫
若菜章夫，日本資深男性攝影指導、動畫製作人。動畫公司GALLOP的創立人和代表董事。

## 來歷
若菜在早年負責過舊蟲製作公司統包電影作品《展覧會繪作》的攝影工作之後，移籍至專門從事攝影的工作室Animetion Film（現在已經改名Anime Film），持續負責過《巨人之星》系列、《排球甜心》及《魯邦三世 (TV第1系列)》等電視動畫作品的攝影工作。然後在1978年《新·巨人之星》播畢之後，同年12月自行就任代表董事，成立專業攝影工作室「有限公司STUDIO GALLOP」。承包過電視動畫《湯匙婆婆》等Studio Pierrot作品的攝影指導工作。直到1986年發行GALLOP自家第一次獨立製作的OVA動畫《縣立地球防衛軍》開始，若菜從攝影指導轉任成製作人。
2012年，若菜辭去GALLOP的代表董事，由以前和若菜一樣從事過攝影工作的杉村重郎就任。但是到了隔年又由若菜再度就任。

## 主要參加作品
※括號內沒有顯示動畫媒介為電視動畫系列作品。

### 蟲製作公司時期
電影動畫
- 展覧會繪作（攝影，1966年）

### 東京Animetion Film時期
電視動畫
- 巨人之星（攝影，1968年－1971年）
- 排球甜心（攝影，1969年－1971年）
- 魯邦三世 (TV第1系列)（攝影，1971年－1972年）
- 魔投手（攝影指導，1973年－1974年）
- 荒野少年神槍手（日语：荒野の少年イサム）（攝影，1973年－1974年）
- 頑皮鼠歷險記（日语：ガンバの冒険）（攝影指導，1975年）
- 元祖天才妙老爹（日语：元祖天才バカボン）（攝影指導，1975年－1976年）
- 新·巨人之星（攝影，1977年－1978年）

電影動畫
- 熊貓家族 下雨天的馬戲團之卷（攝影，1973年）

其它
- 草原之子騰格里（攝影，宣傳影片，1977年）

### GALLOP成立後
電視動畫
- 福星小子（攝影，1981年－1986年）※於1984年的播出集數擔任。
- 太陽之子（攝影指導，1982年－1983年）
- 湯匙婆婆（日语：スプーンおばさん (アニメ)）（攝影指導，1983年－1984年）
- 魔法小天使（攝影指導，1983年－1984年）
- （攝影，1984年）※負責至第14話為止。
- 名偵探福爾摩斯（攝影指導，1984年－1985年）
- 奇天烈大百科（製作人，1988年－1996年）
- 搞怪刑事（日语：がきデカ）（企劃，1989年－1990年）
- 電腦小奇俠（日语：ゲンジ通信あげだま）（製作人，1991年－1992年）
- 緞帶魔法姬（製作人，1992年－1993年）
- 侏羅紀足球傳說（日语：ドラゴンリーグ）（製作人，1993年－1994年）
- （製作人，1994年－1995年）
- 守護天使莉莉佳（聯合製作人，1995年－1996年）
- 神劍闖江湖（製作人，1996年－1998年）※GALLOP承包製作時擔任。
- 烏龍派出所（製作人，1996年－2004年）※播出途中擔任。
- （動畫製作人，1998年－）
- 森林爺爺與森林小子（日语：愛知万博のマスメディア#アニメ）（製作人，2005年）
- 工作狂人（製作，2006年）

OVA
- 縣立地球防衛軍（日语：県立地球防衛軍）（製作人，1986年）
- TWD EXPRESS ROLLING TAKEOFF（日语：TWD EXPRESS）（製作人，1987年）
- Maps 星圖傳說傳說的徘徊星人們（日语：マップス (OVA)#1987年（学研）版）（製作人，1987年）
- TO-Y（日语：TO-Y）（製作人，1987年）

單集電視動畫
- 青春野球部Nine（日语：ナイン (漫画)）（攝影，1983年）
- T.P.時光特警（製作人，1989年）

電影動畫
- 劇場版 福星小子系列
  - 福星小子：愛星球之戀（日语：うる星やつら オンリー・ユー）（攝影指導，1983年）
  - 福星小子2：綺麗夢中人（攝影指導，1984年）
  - 福星小子3：情侶樂天派（日语：うる星やつら3 リメンバー・マイ・ラブ）（攝影指導，1985年）
- （攝影，1984年）
- 權狐（攝影指導，1985年）
- 烏龍派出所 THE MOVIE：史上最惡爆彈大作戰！（製作人，1999年）
- 劇場版 丸少爺：約定之夏 邪留與瀨見羅（動畫製作人，2000年）
- 烏龍派出所 THE MOVIE2 UFO大逆襲！龍捲風大作戰!!（製作人，2003年）

## 相關項目
- Anime Film（日语：アニメフィルム）（舊名Animetion Film）
- GALLOP
- 日本動畫師列表